# Włókniarz Zelów
Zelowski Klub Sportowy Włókniarz Zelów – polski klub z siedzibą w Zelowie. Założony 25 września 1922 r. Dnia 13 czerwca 2009, po zwycięskim meczu (3:1) z Gal Gaz Galewice w Galewicach wywalczył z pierwszego miejsca awans do III ligi. W klubie grali i grają między innymi: Jakub Tosik, Wojciech Zalewski, Krzysztof Surlit, Wiesław Surlit, Sylwester Szkudlarek, Grzegorz Słupecki, Jacek Berensztajn, Robert Górski, Krzysztof Michalak, Grzegorz Robakiewicz, Maciej Dąbrowski, Jakub Oracz(diador).

## Historia
W 1922 r. Antoni Przeździecki (pierwszy prezes i zarazem trener klubu), Ryszard Słoma, Władysław Kim (bramkarz drużyny) i Bronisław Markiewicz (piłkarz pierwszy kapitan drużyny) powołali do życia Towarzystwo Sportowe w Zelowie. W kolejnych latach Towarzystwo nie funkcjonowało zbyt dynamicznie.
W 1927 r. wznowiono działalność organizacji, a w 1938 r. jej nazwę zmieniono na "Zelowski Klub Sportowy".
W sierpniu 1937 r. ustalono, że ZKS zostanie wpisany do Łódzkiego Okręgowego Związku Piłki Nożnej i rozpocznie grę w klasie C. Już wiosną 1939 r. drużyna zdobyła awans do klasy B. Pierwszym boiskiem, na którym rozgrywały się mecze, było pole pod Czarnym Lasem. Kilka lat przed wybuchem II wojny światowej Jan Słama oddał na potrzeby ZKS plac położony przy swojej fabryce przy ulicy Piotrkowskiej. W drużynie ZKS grało najwięcej Czechów, choć byli także Żydzi, Niemcy i oczywiście Polacy. Wyraźną większość zawodników stanowili tkacze.
Po II wojnie światowej reaktywowano działalność. Do Zelowa powrócili z Niemiec zawodnicy wywiezieni na roboty przymusowe, którzy założyli Koło Sportowe w Zelowie, którego nazwa w 1974 r. uległa zmianie na Koło Sportowe Włókniarz. Patronem finansowym drużyny piłkarskiej były zakłady bawełniane z Zelowa. W 1966 r. na bazie Koła Sportowego Włókniarza powstał Zelowski Klub Sportowy. Pierwszy po wojnie mecz towarzyski zelowscy piłkarze zagrali w 1945 r. z żołnierzami armii radzieckiej zakończone sukcesem Zelowian. Kilka lat po wojnie zespół awansował do klasy A. Prace przy budowie nowego stadionu rozpoczęły się w 1969 r. Inwestycja finansowana była przez Urząd Miasta oraz ZZPB "Fanar". Stadion 25-lecia PRL, jako jeden z nowocześniejszych na owe czasy w województwie, oddano do użytku w roku 1972.
W swojej historii klub występował najwyżej w III lidze (ob. II lidze).